# Паньшино (Московская область)
Паньшино — деревня в Коломенском районе Московской области. Относится к Хорошовскому сельскому поселению. Население — 25 чел. (2010).

## Расположение
Деревня Паньшино расположена среди лесов примерно в 9 км к северу от города Коломны. В километре к юго-западу от деревни проходит автодорога Р115. В 2 км восточнее деревни находится платформа Конев Бор Рязанского направления Московской железной дороги. Ближайшие населённые пункты — деревня Рождественка и посёлок городского типа Пески. В лесах южнее деревни Паньшино протекает река Велегушка.

## Население
| 2002 | 2006 | 2010 |
| ---- | ---- | ---- |
| 10   | ↗14  | ↗25  |